# 坎普貝爾／中央大道站
坎普貝爾/中央大道站（英語：Campbell/Central Avenue station）是一個位於美國亞利桑那州鳳凰城鳳凰城輕鐵的車站。

## 鄰近地標
- 鳳凰城中央高中 (Central High School)
- 布羅菲預科學校 (Brophy College Preparatory)
- 薩維爾預科學校 (Xavier College Preparatory)

## 接駁交通

### 巴士
- 0號
- 512號 (特快)
- 570號 (特快)
- 582號 (特快)
- 590號 (特快)

## 外部連結
- 輕鐵／鳳凰城市路線圖 （英文）